# Kirnberg an der Mank
Kirnberg an der Mank – gmina w Austrii, w kraju związkowym Dolna Austria, w powiecie Melk. Liczy 1 082 mieszkańców (1 stycznia 2017).